# Шимон Окштейн
Шимон Окштейн (англ. Shimon Okshteyn; 10 березня 1951, Чернівці — 8 квітня 2020, Нью-Йорк) — американський художник та скульптор.

## Життєпис
Народився 10 березня 1951 року у Чернівцях в родині вихідців з єврейської землеробської колонії Кепрешть у Бессарабії. 1970 року закінчив Одеське художнє училище імені М. Б. Грекова. 1979 року переїхав до Нью-Йорку. Громадське визнання призначила серія робіт «Дівчата з обкладинок» (Cover Girl), створених художником 1984 року.
Роботи Окштейна знаходяться в колекціях Музею американського мистецтва Вітні та Бруклінського музею у Нью-Йорку. 2005 року під час виставки «Наближаючись до об'єктів» в музеї Вітні роботи Окштейна були представлені в одній експозиції з роботами таких американських художників як Джаспер Джонс,  Роберт Раушенберг, Джим Дайн та Крісто.
2007 року великого успіху зазнала його виставка «Розмова з об'єктом», яка проходила в Центрі сучасного мистецтва М'АРС в Москві, пізніше переміщена в Мармуровий палац Російського музею в Санкт-Петербурзі.
Шимон Окштейн помер 8 квітня 2020 року у Нью-Йорку на 70-ому році життя від ускладнень, викликаних коронавірусним захворюванням COVID-19.

## Персональні виставки (неповний список)
- 1981 — Herter Gallery, Массачусетський університет в Емгерсті, Емгерст, Массачусетс.
- 1987 — Museum of Fine Arts, Спрингфілд, Массачусетс.
- 1989 — Edward Nakhamkin Fine Arts, Нью-Йорк.
- 1990 — George Meyers Gallery, Беверлі-Гіллз, Каліфорнія.
- 1990 — Mabat Gallery, Тель-Авів, Ізраїль.
- 1992 — Duteurtre Gallery, Клостерс-Зернойс, Швейцарія.
- 1993 — Margulies Taplin Gallery, Бока-Ратон, Флорида.
- 1994 — O. K. Harris Gallery, Нью-Йорк.
- 1994 — Cornwell Gallery, Торонто, Канада.
- 1995 — O. K. Harris Gallery, Нью-Йорк.
- 1995 — Le Centre d'Art Vaas, Ванс, Франція.
- 1996 — Nasher Museum of Art at Duke university, Дарем, Північна Кароліна.
- 1997 — O. K. Harris Gallery, Нью-Йорк.
- 1998 — Aging Icons, O. K. Harris Gallery, Нью-Йорк.
- 1998 — Nostalgia, Le Centre d'Art Vaas, Ванс, Франція.
- 1999 — Robert Sanderson, Лондон.
- 1999 — Paper Works, Elaine Benson Gallery, Бриджгемптон, Нью-Йорк.
- 2000 — Danford Museum of Art, Фреймінггам, Массачусетс.
- 2000 — Madison Fine Art, Нью-Йорк.
- 2001 — Springfield Museum of Fine Arts, Спрингфілд, Массачусетс.
- 2001 — O. K. Harris Gallery, Нью-Йорк.
- 2002 — Galerie du Palais, Le Touquet Paris Plage, Париж.
- 2002 — Des Les Gallery, Університет Вашингтона, Сент-Луїс, Міссурі.
- 2003 — O. K. Harris Gallery, Нью-Йорк.
- 2004 — Nohra Haime Gallery, Нью-Йорк.
- 2006 — Okshteyn — After Lives: New Paintings and Sculpture, Stefan Stux Gallery, Нью-Йорк.
- 2006 — Shimon Okshteyn — Retrospective, Російський музей, Санкт-Петербург.
- 2007 — After Lives: Resent Work by Shimon Okshteyn, Memorial Art Gallery, Рочестерський університет, Рочестер, Нью-Йорк.
- 2007 — «Шимон Окштейн: Розмова з об'єктом» Російський музей, Санкт-Петербург. — Центр Сучасного мистецтва «М'АРС», Москва.
- 2008 — Reflections of Reality, Heist Gallery, Нью-Йорк.
- 2008 — Shimon Okshteyn: Dangerous Pleasures, Stefan Stux Gallery, Нью-Йорк.
- 2011 — Lost Christmas/Втрачене Різдво, галерея «Триумф», Москва.